# Список медалістів зимових Паралімпійських ігор 2018
Зимові Паралімпійські ігри 2018 — дванадцяті зимові Паралімпійські ігри, що відбулись з 9 по 18 березня 2018 року в місті Пхьончхан (Південна Корея). У змаганнях взяли участь близько 570 спортсменів з 49 країн, які розіграли 80 комплектів медалей у 6 видах спорту.

## Біатлон

### Чоловіки
| Дисципліна                       | Золото                                                | Срібло                                                 | Бронза                                                       |
| -------------------------------- | ----------------------------------------------------- | ------------------------------------------------------ | ------------------------------------------------------------ |
| Чоловіки: 7,5 км, сидячи         | Даніель Кноссен · США                                 | Дмитро Лобан · Білорусь                                | Коллін Кемерон · Канада                                      |
| Чоловіки: 7,5 км, стоячи         | Бенжамін Дав'є · Франція                              | Марк Арендз · Канада                                   | Ігор Рептюх · Україна                                        |
| Чоловіки: 7,5 км, з вадами зору  | Віталій Лук'яненко · ведучий —Іван Марчишак · Україна | Юрій Голуб · ведучий — Дмитро Будзіловіч · Білорусь    | Анатолій Ковалевський · ведучий — Олександр Мукшін · Україна |
| Чоловіки: 12,5 км, сидячи        | Тарас Радь · Україна                                  | Даніель Кноссен · США                                  | Енді Соул · США                                              |
| Чоловіки: 12,5 км, стоячи        | Бенжамін Дав'є · Франція                              | Ігор Рептюх · Україна                                  | Марк Арендз · Канада                                         |
| Чоловіки: 12,5 км, з вадами зору | Юрій Голуб · ведучий — Дмитро Будзіловіч · Білорусь   | Олександр Казік · ведучий — Сергій Кучерявий · Україна | Юрій Уткін · ведучий — Руслан Перехода · Україна             |
| Чоловіки: 15 км, сидячи          | Мартін Фляйг · Німеччина                              | Даніель Кноссен · США                                  | Коллін Камерон · Канада                                      |
| Чоловіки: 15 км, стоячи          | Марк Арендз · Канада                                  | Бенжамін Дав'є · Франція                               | Нільс-Ерік Ульсет · Норвегія                                 |
| Чоловіки: 15 км, з вадами зору   | Віталій Лук'яненко · ведучий —Іван Марчишак · Україна | Олександр Казік · ведучий — Сергій Кучерявий · Україна | Антоні Шаленкон · ведучий — Сімон Вальверде · Франція        |

### Жінки
| Дисципліна                    | Золото                                                                         | Срібло                                                                         | Бронза                                                  |
| ----------------------------- | ------------------------------------------------------------------------------ | ------------------------------------------------------------------------------ | ------------------------------------------------------- |
| Жінки: 6 км, сидячи           | Кендалл Гретш · США                                                            | Оксана Мастерс · США                                                           | Лідія Графеєва · Білорусь                               |
| Жінки: 6 км, стоячи           | Катерина Румянцева · Окремі паралімпійські спортсмени                          | Анна Міленіна · Окремі паралімпійські спортсмени                               | Людмила Ляшенко · Україна                               |
| Жінки: 6 км, з вадами зору    | Михайлина Лисова · ведучий — Олексій Іванов · Окремі паралімпійські спортсмени | Оксана Шишкова · ведучий — Віталій Казаков · Україна                           | Світлана Саханенко · ведучий — Роман Яшчанка · Білорусь |
| Жінки: 10 км, сидячи          | Андреа Ескау · Німеччина                                                       | Марта Зайнуліна · Окремі паралімпійські спортсмени                             | Ірина Гуляєва · Окремі паралімпійські спортсмени        |
| Жінки: 10 км, стоячи          | Катерина Румянцева · Окремі паралімпійські спортсмени                          | Анна Міленіна · Окремі паралімпійські спортсмени                               | Людмила Ляшенко · Україна                               |
| Жінки: 10 км, з вадами зору   | Оксана Шишкова · ведучий — Віталій Казаков · Україна                           | Михайлина Лисова · ведучий — Олексій Іванов · Окремі паралімпійські спортсмени | Клара Клюг · ведучий — Мартін Гартль · Німеччина        |
| Жінки: 12,5 км, сидячи        | Андреа Ескау · Німеччина                                                       | Оксана Мастерс · США                                                           | Лідія Графеєва · Білорусь                               |
| Жінки: 12,5 км, стоячи        | Анна Міленіна · Окремі паралімпійські спортсмени                               | Катерина Румянцева · Окремі паралімпійські спортсмени                          | Бріттані Гудак · Канада                                 |
| Жінки: 12,5 км, з вадами зору | Михайлина Лисова · ведучий — Олексій Іванов · Окремі паралімпійські спортсмени | Оксана Шишкова · ведучий — Віталій Казаков · Україна                           | Клара Клюг · ведучий — Мартін Гартль · Німеччина        |

## Гірськолижний спорт

### Чоловіки
| Дисципліна                                  | Золото                                                   | Срібло                                                             | Бронза                                                                         |
| ------------------------------------------- | -------------------------------------------------------- | ------------------------------------------------------------------ | ------------------------------------------------------------------------------ |
| Чоловіки: швидкісний спуск, сидячи          | Ендрю Курка · США                                        | Таїкі Морії · Японія                                               | Корі Пітерс · Нова Зеландія                                                    |
| Чоловіки: швидкісний спуск, стоячи          | Тео Гмюр · Швейцарія                                     | Артур Буче · Франція                                               | Маркус Салхер · Австрія                                                        |
| Чоловіки: швидкісний спуск, з вадами зору   | Мак Марку · ведучий — Джек Лейтч · Канада                | Якуб Крако · ведучий — Браніслав Брожман · Словаччина              | Джакомо Бертаньоллі · ведучий — Фабріціо Касаль · Італія                       |
| Чоловіки: слалом, сидячи                    | Діно Соколович · Хорватія                                | Тайлер Волкер · США                                                | Фредерік Франсуа · Франція                                                     |
| Чоловіки: слалом, стоячи                    | Адам Голл · Австралія                                    | Артур Буче · Франція                                               | Джеймі Стентон · США                                                           |
| Чоловіки: слалом, з вадами зору             | Джакомо Бертаньоллі · ведучий — Фабріціо Касаль · Італія | Якуб Крако · ведучий — Браніслав Брожман · Словаччина              | Валерій Рєдкозубов · ведучий - Євген Героєв · Окремі паралімпійські спортсмени |
| Чоловіки: гігантський слалом, сидячи        | Єспер Педерсен · Норвегія                                | Тайлер Волкер · США                                                | Ігор Сікорський · Польща                                                       |
| Чоловіки: гігантський слалом, стоячи        | Тео Гмюр · Швейцарія                                     | Олексій Бугаєв · Окремі паралімпійські спортсмени                  | Алексіс Гвімонд · Канада                                                       |
| Чоловіки: гігантський слалом, з вадами зору | Джакомо Бертаньоллі · ведучий — Фабріціо Касаль · Італія | Якуб Крако · ведучий — Браніслав Брожман · Словаччина              | Мак Марку · ведучий — Жак Лейч · Канада                                        |
| Чоловіки: супергігант, сидячи               | Курт Отуей · Канада                                      | Ендрю Курка · США                                                  | Фредерік Франсуа · Франція                                                     |
| Чоловіки: супергігант, стоячи               | Тео Гмюр · Швейцарія                                     | Артур Буче · Франція                                               | Маркус Салхер · Австрія                                                        |
| Чоловіки: супергігант, з вадами зору        | Якуб Крако · ведучий - Браніслав Брожман · Словаччина    | Джакомо Бертаньоллі · ведучий - Фабріціо Касаль · Італія           | Мирослав Гараус · ведучий - Марос Худик · Словаччина                           |
| Чоловіки: суперкомбінація, сидячи           | Єроен Кампшрор · Нідерланди                              | Фредерік Франсуа · Франція                                         | Єспер Педерсен · Норвегія                                                      |
| Чоловіки: суперкомбінація, стоячи           | Олексій Бугаєв · Окремі паралімпійські спортсмени        | Артур Буче · Франція                                               | Адам Голл · Австралія                                                          |
| Чоловіки: суперкомбінація, з вадами зору    | Мирослав Гараус · ведучий - Марос Худик · Словаччина     | Йон Сантакана Майстегю · ведучий - Мігель Галіндо Маркес · Іспанія | Валерій Рєдкозубов · ведучий - Євген Героєв · Окремі паралімпійські спортсмени |

### Жінки
| Дисципліна                               | Золото                                                       | Срібло                                                       | Бронза                                                       |
| ---------------------------------------- | ------------------------------------------------------------ | ------------------------------------------------------------ | ------------------------------------------------------------ |
| Жінки: швидкісний спуск, сидячи          | Анна Шаффелгубер · Німеччина                                 | Момока Мураока · Японія                                      | Лорі Стівенс · США                                           |
| Жінки: швидкісний спуск, стоячи          | Марі Боше · Франція                                          | Андреа Ротфусс · Німеччина                                   | Моллі Джепсен · Канада                                       |
| Жінки: швидкісний спуск, з вадами зору   | Генрієта Фаркасова · ведучий — Наталія Шубртова · Словаччина | Міллі Найт · ведучий — Бретт Вайлд · Велика Британія         | Елеонор Сана · ведучий — Хлое Сана · Бельгія                 |
| Жінки: слалом, сидячи                    | Анна-Лена Форстер · Німеччина                                | Момока Мураока · Японія                                      | Гейке Едер · Австрія                                         |
| Жінки: слалом, стоячи                    | Марі Боше · Франція                                          | Моллі Джепсен · Канада                                       | Андреа Ротфусс · Німеччина                                   |
| Жінки: слалом, з вадами зору             | Менна Фіцпатрік · ведучий - Дженніфер Кехо · Велика Британія | Генрієта Фаркасова · ведучий — Наталія Шубртова · Словаччина | Міллі Найт · ведучий — Бретт Вайлд · Велика Британія         |
| Жінки: гігантський слалом, сидячи        | Момока Мураока · Японія                                      | Лінда ван Імпелен · Нідерланди                               | Клаудія Льош · Австрія                                       |
| Жінки: гігантський слалом, стоячи        | Марі Боше · Франція                                          | Андреа Ротфусс · Німеччина                                   | Моллі Джепсен · Канада                                       |
| Жінки: гігантський слалом, з вадами зору | Генрієта Фаркасова · ведучий — Наталія Шубртова · Словаччина | Менна Фіцпатрік · ведучий - Дженніфер Кехо · Велика Британія | Мелісса Перрін · ведучий - Христан Гейгер · Австралія        |
| Жінки: супергігант, сидячи               | Анна Шаффельгубер · Німеччина                                | Клаудія Леш · Австрія                                        | Момока Мураока · Японія                                      |
| Жінки: супергігант, стоячи               | Марі Боше · Франція                                          | Андреа Ротфусс · Німеччина                                   | Алана Ремзі · Канада                                         |
| Жінки: супергігант, з вадами зору        | Генріета Фаркасова · ведучий - Наталія Шубртова · Словаччина | Міллі Найт · ведучий - Бретт Вайлд · Велика Британія         | Менна Фіцпатрік · ведучий - Дженніфер Кехо · Велика Британія |
| Жінки: суперкомбінація, сидячи           | Анна-Лена Форстер · Німеччина                                | Анна Шаффельгубер · Німеччина                                | Момока Мураока · Японія                                      |
| Жінки: суперкомбінація, стоячи           | Моллі Джепсен · Канада                                       | Андреа Ротфусс · Німеччина                                   | Алана Ремзі · Канада                                         |
| Жінки: суперкомбінація, з вадами зору    | Генріета Фаркасова · ведучий - Наталія Шубртова · Словаччина | Менна Фіцпатрік · ведучий - Дженніфер Кехо · Велика Британія | Мелісса Перрін · ведучий - Христан Гейгер · Австралія        |

## Керлінг на візках
| Дисципліна      | Золото                                                    | Срібло                                                                                   | Бронза                                                            |
| --------------- | --------------------------------------------------------- | ---------------------------------------------------------------------------------------- | ----------------------------------------------------------------- |
| Змішаний турнір | КитайВанг Гайтао Чень Цзянсін Лю Вей Ванг Мен Чжань Квінь | НорвегіяРуне Лорентсен Йостейн Стордаль Оле Фредрік Сюверсен Сіссель Лехен Рікке Іверсен | КанадаМарк Ідесон Іна Форрест Денніс Тіссее Мері Райт Джеймс Ансю |

## Лижні перегони

### Чоловіки
| Дисципліна                                            | Золото                                            | Срібло                                                | Бронза                                              |
| ----------------------------------------------------- | ------------------------------------------------- | ----------------------------------------------------- | --------------------------------------------------- |
| Чоловіки: спринт 1,1 км, сидячи                       | Енді Соул · США                                   | Дмитро Лобан · Білорусь                               | Даніель Кноссен · США                               |
| Чоловіки: спринт 1,5 км, стоячи                       | Олександр Колядін · Казахстан                     | Йошігіро Нітта · Японія                               | Марк Арендз · Канада Іїкка Туомісто · Фінляндія     |
| Чоловіки: спринт вільним стилем 1,5 км, з вадами зору | Браян Маківер · ведучий — Рассел Кеннеді · Канада | Себастьян Модін · ведучий — Робін Брюнтессон · Швеція | Ейрік Бюе · ведучий — Арвід Нельсон · Норвегія      |
| Чоловіки: 7,5 км, сидячи                              | Сін Ої Г'юн · Південна Корея                      | Даніель Кноссен · США                                 | Максим Яровий · Україна                             |
| Чоловіки: 10 км, стоячи                               | Йошігіро Нітта · Японія                           | Григорій Вовчинський · Україна                        | Марк Арендз · Канада                                |
| Чоловіки: 10 км, з вадами зору                        | Браян Маківер · ведучий — Рассел Кеннеді · Канада | Джейк Адікофф · ведучий — Савьєр Кессельгейм · США    | Юрій Голуб · ведучий — Дмитро Будзіловіч · Білорусь |
| Чоловіки: 15 км, сидячи                               | Максим Яровий · Україна                           | Даніель Кноссен · США                                 | Сін Ої Г'юн · Південна Корея                        |
| Чоловіки: 20 км, стоячи                               | Ігор Рептюх · Україна                             | Бенжамін Дав'є · Франція                              | Гокон Олсруд · Норвегія                             |
| Чоловіки: 20 км, з вадами зору                        | Браян Маківер · ведучий — Рассел Кеннеді · Канада | Юрій Голуб · ведучий — Дмитро Будзіловіч · Білорусь   | Томас Кларіон · ведучий — Антуан Булле · Франція    |

### Жінки
| Дисципліна                           | Золото                                                  | Срібло                                                                         | Бронза                                                                         |
| ------------------------------------ | ------------------------------------------------------- | ------------------------------------------------------------------------------ | ------------------------------------------------------------------------------ |
| Жінки: спринт 1,1 км, сидячи         | Оксана Мастерс · США                                    | Андреа Ескау · Німеччина                                                       | Марта Зайнуліна · Окремі паралімпійські спортсмени                             |
| Жінки: спринт 1,5 км, стоячи         | Анна Міленіна · Окремі паралімпійські спортсмени        | Вільде Нільсен · Норвегія                                                      | Наталі Вілкі · Канада                                                          |
| Жінки: спринт, 1,5 км, з вадами зору | Світлана Саханенко · ведучий — Роман Яшчанка · Білорусь | Михайлина Лисова · ведучий — Олексій Іванов · Окремі паралімпійські спортсмени | Оксана Шишкова · ведучий — Віталій Казаков · Україна                           |
| Жінки: 5 км, сидячи                  | Оксана Мастерс · США                                    | Андреа Ескау · Німеччина                                                       | Марта Зайнуліна · Окремі паралімпійські спортсмени                             |
| Жінки: 7,5 км, стоячи                | Наталі Вілкі · Канада                                   | Катерина Рум'янцева · Окремі паралімпійські спортсмени                         | Емілі Янг · Канада                                                             |
| Жінки: 7,5 км, з вадами зору         | Світлана Саханенко · ведучий — Роман Яшчанка · Білорусь | Михайлина Лисова · ведучий — Олексій Іванов · Окремі паралімпійські спортсмени | Каріна Едлінгер · ведучий — Юліан Едлінгер · Австрія                           |
| Жінки: 12 км, сидячи                 | Кендалл Гретш · США                                     | Андреа Ескау · Німеччина                                                       | Оксана Мастерс · США                                                           |
| Жінки: 15 км, стоячи                 | Катерина Рум'янцева · Окремі паралімпійські спортсмени  | Анна Міленіна · Окремі паралімпійські спортсмени                               | Людмила Ляшенко · Україна                                                      |
| Жінки: 15 км, з вадами зору          | Світлана Саханенко · ведучий — Роман Яшчанка · Білорусь | Оксана Шишкова · ведучий — Віталій Казаков · Україна                           | Михайлина Лисова · ведучий — Олексій Іванов · Окремі паралімпійські спортсмени |

### Змішані
| Дисципліна        | Золото | Срібло                                               | Бронза                                               |
| ----------------- | --- | ---------------------------------------------------- | ---------------------------------------------------- |
| Змішана естафета  | УкраїнаЮрій Уткін ведучий — Руслан Перехода Людмила Ляшенко Юлія Батенькова-Бауман Оксана Шишкова ведучий — Віталій Казаков | КанадаНаталі Вілкі Емілі Янг Кріс Клебль Марк Арендз | НімеччинаСтеффен Лемкер Андреа Ескау Александер Елер |
| Відкрита естафета | ФранціяБенджамін Дав'є Антоні Шаленкон Томас Кларіон                                                                        | НорвегіяНільс-Ерік Ульсет Гокон Олсруд Ерік Бюе      | КанадаКоллін Камерон Браян Макківер                  |

## Следж-хокей
| Дисципліна      | Золото | Срібло | Бронза |
| --------------- | ------ | ------ | --- |
| Змішаний турнір |        |        | Південна КореяЧо Бйон-Сок Чо Ян-Є Чой Кван-Джук Чой Сі-Ву Ган Мін-Су Ян Дон-Шін Ян Йон-Го Юн Сон-Кван Кім Ді-Джун Кім Ян-Сун Лі Хе-Ман Лі Є-Вун Лі Цзі-Гун Лі Йон-К'юн Лі Цзю-Сон Лі Йон-Мін Ю Ман-Джун |

## Сноубординг

### Чоловіки
| Дисципліна    | Клас   | Золото                        | Срібло                    | Бронза                        |
| ------------- | ------ | ----------------------------- | ------------------------- | ----------------------------- |
| Слалом        | SB-UL  | Майк Мінор · США              | Патрік Майргофер · США    | Сімон Патмор · Австралія      |
| Слалом        | SB-LL1 | Ноа Елліотт · США             | Майк Шульц · США          | Бруно Босняк · Хорватія       |
| Слалом        | SB-LL2 | Гуріму Наріта · Японія        | Еван Стронг · США         | Матті Суур-Гамарі · Фінляндія |
| Сноуборд-крос | SB-UL  | Сімон Патмор · Австралія      | Мануель Поццерле · Італія | Майк Мінор · США              |
| Сноуборд-крос | SB-LL1 | Майк Шульц · США              | Кріс Вос · Нідерланди     | Ноа Елліотт · США             |
| Сноуборд-крос | SB-LL2 | Матті Суур-Гамарі · Фінляндія | Кейт Гейбел · США         | Гуріму Наріта · Японія        |

### Жінки
| Дисципліна    | Клас   | Золото                          | Срібло                     | Бронза                     |
| ------------- | ------ | ------------------------------- | -------------------------- | -------------------------- |
| Слалом        | SB-LL1 | Бренна Гаккабі · США            | Сесіль Ернандез · Франція  | Емі Парді · США            |
| Слалом        | SB-LL2 | Бібіан Ментель-Шпі · Нідерланди | Бріттані Курі · США        | Ліза Буншотен · Нідерланди |
| Сноуборд-крос | SB-LL1 | Бренна Гаккабі · США            | Емі Парді · США            | Сесіль Ернандез · Франція  |
| Сноуборд-крос | SB-LL2 | Бібіан Ментель-Шпі · Нідерланди | Ліза Буншотен · Нідерланди | Астрід Фіна · Нідерланди   |